# Ojo de Agua, Jilotepec
Ojo de Agua är en ort i Mexiko, tillhörande kommunen Jilotepec i den västra delen av delstaten Mexiko. Orten hade 1 221 invånare vid folkräkningen 2010.